# Nonette tchèque
Le Nonette tchèque (ou Nonet tchèque ; Czech Nonet en anglais, Ceské noneto en tchèque) est un ensemble de musique de chambre tchèque fondé en 1924.

## Historique
Le Nonette tchèque est un ensemble musical fondé en 1924, au sein du Conservatoire de Prague, par des étudiants réunis autour du violoniste Emil Leichner. 
Il est constitué d'après la formation instrumentale du nonette, soit un quatuor à cordes avec contrebasse (un violon, un alto, un violoncelle et une contrebasse) et un quintette à vent (une flûte, un hautbois, une clarinette, un cor et un basson). 
Entre la date de sa création et 1928 il est basé à Laipeda, en Lituanie, où ses membres étaient professeurs au Conservatoire. En 1951, il devient un ensemble de musique de chambre de la Philharmonie tchèque, à Prague.

## Créations
Depuis sa fondation, le Nonette tchèque est dédicataire de nombreuses pièces. Plus de 200 partitions originales ont été écrites à son intention.
L'ensemble est le créateur de plusieurs œuvres, de Pavel Bořkovec (Nonetto, 1942), Václav Dobiáš (Ríkadla, 1938), Jindřich Feld (Suite de chambre, 1961), Josef Bohuslav Foerster (Nonetto, 1931), Alois Hába (4 nonets, 1931, 1932, 1953 et 1963), Otakar Jeremiáš (Fantaisie sur de vieux chorals tchèques, 1938), Viktor Kalabis (Nonet classique, 1956 ; Hommage à la nature, 1975), Jan Kapr (Nonet, 1943), Bohuslav Martinů (Nonette, 1959), Karel Odstrčil (Silhouettes, musique pour nonet, 1959), Jiří Pauer (Divertimento pour nonet, 1961 ; Nonet no 2, 1989), Karel Reiner (Concerto, 1933 ; Préambule, 1974) ou Jaroslav Řídký (2 nonets, 1934 et 1943) notamment.